# Caterina Martinelli
Pour les articles homonymes, voir Martinelli.
Caterina Martinelli, dite La Caterinuccia (née en 1590 à Rome - morte le 7 mars 1608 à Mantoue) est une cantatrice italienne, qui débuta très jeune une carrière prometteuse, à l'époque de la naissance de l'opéra baroque, auprès des plus grands maîtres du genre.

## Biographie
À treize ans, Caterina Martinelli, repérée par Paolo Fachoni, chanteur à la chapelle Sixtine, est appelée à Mantoue par le duc Vincent Ier, et elle va étudier le chant auprès de Monteverdi, qui est depuis 1601 maître de musique à la cour ducale de Mantoue. En février 1608, elle crée le rôle-titre de la Dafne de Marco da Gagliano avec le ténor et compositeur Francesco Rasi (1574-1621), qui tient le rôle d’Apollon et Antonio Brandi, dit le Brandino, contralto florentin, dans le rôle de Tirsi. Monteverdi lui réserve le rôle-titre de son Arianna, qui doit être créée au début du mois de juin, à l'occasion du mariage de François Gonzague, le fils aîné du duc, avec Marguerite de Savoie, fille de Charles-Emmanuel Ier de Savoie. Mais, Caterina est emportée en quelques jours par la variole à l'âge de 18 ans.
Monteverdi, qui a perdu sa femme Claudia Cattaneo moins d'un an auparavant, est frappé par ce nouveau deuil et compose à la mémoire de sa jeune élève les Lagrime d'amante al sepulcro dell'amata (Larmes de l’amant sur le sépulcre de l’aimée), ( texte de Scipione Agnelli ), figurant dans le sixième livre de madrigaux, qu'il publie en 1614 sous le nom de La Sestina.
Le duc de Mantoue Vincent Ier fit construire pour Caterina un mausolée dans l'église des Carmes.